# Гопал Гокхал
Гопал Кришна Гокхал (на английски: Gopal Krishna Gokhale) е един от основните обществени и политически лидери на Индийското движение за независимост, противопоставящо се на Британската империя в Индия. Гокхал е висш лидер в Индийския национален конгрес и основател на обществото Слуги на Индия. Освен отстраняването на британската власт, Гокхал се бори и за социални реформи. За тази цел, той използва два принципа: ненасилие и реформа във вече съществуващи правителствени институции.